# Cynorkis elata
Cynorkis elata är en orkidéart som beskrevs av Robert Allen Rolfe. Cynorkis elata ingår i släktet Cynorkis, och familjen orkidéer. Inga underarter finns listade i Catalogue of Life.